# Bacus (Miquel Àngel)
Bacus és una escultura en marbre realitzada entre 1496 i 1497 per Miquel Àngel, l'obra d'una alçada de 203 cm es troba al Museu Nazionale del Bargello a Florència.

## Història
L'estàtua és una mica més de mida natural i representa a Bacus, el déu romà del vi, en una postura que suggereix la borratxera. Encarregat per Raffaele Riario, un alt cardenal i col·leccionista d'escultura antiga, va ser rebutjat per ell per mostrar un desig impropi, i va ser comprat per Jacopo Galli, banquer de Riario i amic de Miquel Àngel. Juntament amb la Pietat, el Bacus és una de les dues úniques escultures que es conserven del primer període de l'artista a Roma. Es va conservar als jardins del banquer Jacopo Galli, on va ser dibuixada per Martin Heemskerck cap a 1532 on s'aprecia la falta de la seva mà dreta. Més tard va ser adquirida per Francesc I de Mèdici el 1572 fins al seu pas al Bargello el 1873.

## Descripció
L'obra va ser realitzada per Miquel Àngel en el seu primer viatge l'any 1496 a Roma, l'encontre en aquesta ciutat amb l'escultura antiga va haver d'inspirar-lo per a l'execució del Bacus que mostra una clara tendència a una interpretació de les obres, que en aquell moment, s'estaven descobrint mitjançant les excavacions a Roma.

En aquest sentit la descriu Ascanio Condivi:
| « | ... aquesta obra en forma i manera, a cada una de les seves parts, correspon a la descripció dels escriptors antics, el seu aspecte festiu: els ulls, de mirada furtiva i plens de lascívia, com els d'aquells donats excessivament als plaers del vi. Sosté una copa a la mà dreta, com qui està a punt de beure i la mira amorosament, sentint el plaer del licor del que va ser inventor; per aquest motiu se'l representa coronat amb una garlanda de fulles de vinya... A la seva mà esquerra sosté un carràs de raïm, del qual gaudeix un petit sàtir alegre i viu que està als seus peus. | » |

Aquesta obra és clarament la primera gran obra mestra de Miquel Àngel, on es mostra la característica constant de la sexualitat a la seva escultura, està simbolitzat l'esperit de l'hedonisme clàssic que Savonarola i els seus seguidors estaven disposats a suprimir de Florència.
Mostra també aquesta escultura la característica constant a l'obra de l'artista, d'evocar la sexualitat, de forma andrògina, com la mateixa naturalesa del déu a l'Antiguitat que era ambigua i misteriosa, mostra el sàtir, com a referència a Silè, sàtir que havia estat mestre de Bacus i la pell escorxada i plena de raïms simbolitza la vida sobre la mort.